# Fiko
Fiko est un village de la Région du Littoral au Cameroun, situé dans la commune de Bonaléa

## Population et développement

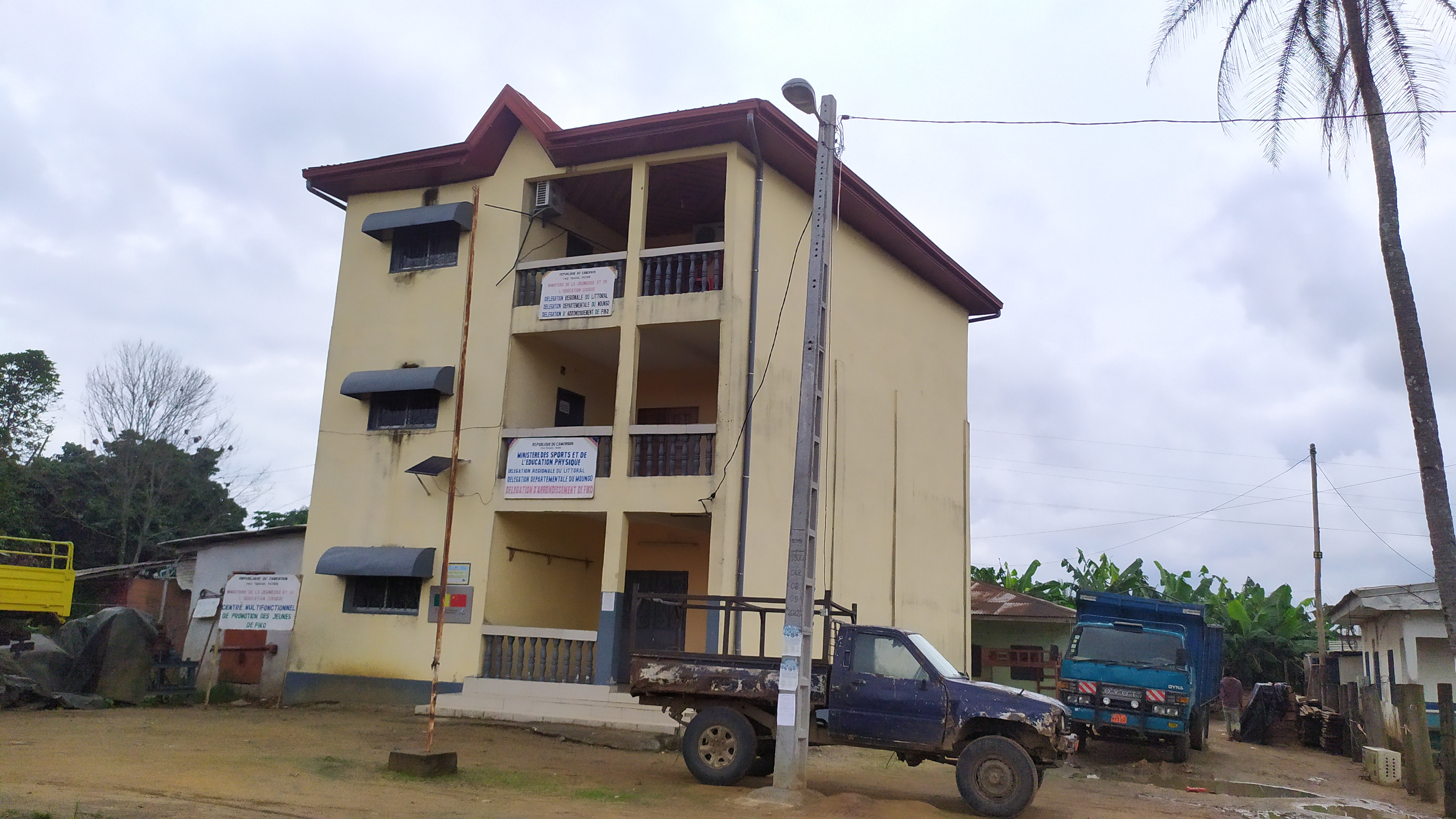
Centre multifonctionnel de l'arrondissement de Fiko

En 1967, la population de Fiko était de 88 habitants, essentiellement des Bankon (Abo). Elle était de 93 habitants dont 42 hommes et 51 femmes, lors du recensement de 2005.